# Oxalis telmatica
Oxalis telmatica là một loài thực vật có hoa trong họ Chua me đất. Loài này được Lourteig mô tả khoa học đầu tiên năm 1983.